# Lava (plats)
Lava är ett bibliotek och en kreativ plats för ung kultur i Kulturhuset i Stockholm. Det startade som ett projekt på uppdrag av Stockholms stad 1996, då unga själva skulle utforma en kreativ plats i staden. I Kulturförvaltningens plan från 2002 beskrivs Lava som "en mötesplats för ungdomar och en arena för ung kultur från hela landet".
I samband med Stockholms stads diskussioner om nolltoleransen mot klotter 2004 framhölls Lava som ett positivt exempel på kultursatsningar som kunde erbjuda ungdomar alternativ till illegalt målande och klottrande.
Sedan 2014 är Lava också ett bibliotek inom Stockholms stadsbibliotek.
Ungefär 200 kulturprojekt för unga genomförs varje år på Lava i form av workshops eller ungas egna utställningar, konserter och liknande. En av de senaste årens mest uppmärksammade utställningar var den unga fotografen Hilma Lundwalls utställning "Tuttar" som visades på Lava 2015.
Genom åren har Lavas scen varit en viktig plats för både etablerade och oetablerade artister. Bland annat firade Sveriges Radio P3 sina nya kanaler på Lava 2003.
År 2017 gjordes en publikation om Lavas historia, samtid och framtid av en redaktion bestående av Lavas besökare.

## Lavapriset
Varje år delas Lavapriset i litteratur ut. Tidigare pristagare är:
- 2014: Jenny Jägerfeld[7]
- 2015: Revolution Poetry
- 2016: Klara Wiksten[8]
- 2017: Sebastian Lönnlöv
- 2018:  David Wiberg
- 2019: Internationella biblioteket
- 2020: Jelassi
- 2021: Herman Geijer
- 2022: Hanna Rajs
- 2023: Ann-Helén Laestadius
- 2024: Bland drakar och dragqueens